# Vladimir Nemirovitj-Dantjenko
Vladimir Ivanovitj Nemirovitj-Dantjenko (ryska: Владимир Иванович Немирович-Данченко), född 23 december (gamla stilen: 11 december) 1858 i Ozurgeti, Kaukasien, död 24 april 1943 i Moskva, var en rysk publicist och dramaturg. Han var bror till författaren Vasilij Nemirovitj-Dantjenko.
Nemirovitj-Dantjenko började redan som student i Moskva sin teaterkritiska verksamhet och författade en mängd ofta spelade komedier och dramer samt många romaner och noveller. Han grundade 1897 tillsammans med Konstantin Stanislavskij Konstnärliga teatern i Moskva och ledde den sedan till första världskrigets slut. Senare ledde Nemirovitj-Dantjenko en egen lyrisk teaterscen i Moskva.